# 同值同酬
同值同酬（英語：Equal pay for work of equal value）是一个劳工权益的概念，指男性和女性所從事的職業雖不相同，但所做的勞動有同等價值，則應獲得相同的薪資。僱主可透過工作評估過程，比較不同職位的工作內容或對僱員的要求，以評定有關職位的價值是否相等。其目的是為了解決 「職業隔離」的問題。
而僱主可以評估之方法有許多種，然而都必須以客觀因素為基本考量，且評估過程及結果必須不得含性別偏見。重要的是，為同一僱主做同值工作的男女僱員，在僱用條款及條件上應獲劃一的待遇。

## 考量標準
考量的方針如
- 工作經驗、經歷、教育程度
- 精確熟練度及手的靈活能力
- 體能上的要求
- 智力的要求
- 注意力及其他精神上的要求
- 詳細的工作評量

## 同值同酬可行性爭議
同值同酬的爭議與可行性疑問一直存在著，爭議的重點係贊成者和反對者詮釋同值同酬的概念不同。
- 贊成者意見：兩性雖被區隔在不同職業，但是若是經過工作評鑑，如兩者的工作技術、能力、工作條件都「相當」，則應獲相同的薪資，因此同值同酬立法有必要。
- 反對者意見：質疑每家公司之工作評鑑標準不一，無法客觀的評估或比較。同時，如何評估以及如何建立有效的比較價值都是問題所在。

## 各國狀況

### 中華民國
勞動部指出，近10年台灣兩性平均薪資差距從92年20.1%下降至102年16.1%，即女性需增加工作天數從74天減至59天，兩性平均薪資差距縮小4個百分點及減少15個工作天數，雖有逐漸縮小之趨勢，兩者間仍是有差距。
根據《性別平等工作法》第十條：雇主對受僱者薪資之給付，不得因性別或性傾向而有差別待遇；其工作或價值相同者，應給付同等薪資。違法第十條者，根據性別平等工作法第38-1條，處新臺幣十萬元以上五十萬元以下罰鍰。
然而，台灣相關法令仍是著重於同工同酬之推動，同值同酬還未發展成熟。

### 美國
美國國會於1970至1980年間，透過國會積極立法，然而兩性間的薪資報酬差距仍是居高不下。雖積極建立公平薪資之社會，仍是尚未成功。
雖然美國所實行之「同值同酬」還未順利推展成主流，但是經過多年努力也已累積相當經驗，對於其他國家，仍是可以當作借鏡之對象，作為未來推動「同值同酬」之重要推手。